# Weides
Weides ist ein Gemeindeteil des Marktes Küps im Landkreis Kronach (Oberfranken, Bayern).

## Geographie
Der Weiler liegt auf freier Flur an einem Quellbach der Zweinzen. Eine Gemeindeverbindungsstraße führt nach Hain (0,4 km nördlich) bzw. nach Kirchlein zur Kreisstraße LIF 14 (1,4 km südlich). Auf dem Weg nach Kirchlein befindet sich an der Gemarkungsgrenze ein Baum, der als Naturdenkmal geschützt ist.

## Geschichte
Gegen Ende des 18. Jahrhunderts bestand Weides aus sechs Anwesen und einem Schloss (sogenanntes Prinzessinnenhaus) mit Ökonomiegut. Das Hochgericht übten die Rittergüter Küps und Unterlangenstadt-Burkersdorf im begrenzten Umfang aus, sie hatten ggf. an das bambergische Centamt Weismain auszuliefern. Grundherren waren das Rittergut Küps (ein Gut, ein Haus), das Rittergut Unterlangenstadt-Burkersdorf (eine Sölde, ein Gütlein), das Spital Kronach (ein Hof) und das sachsen-hildburghausische Amt Sonnfeld (ein Gut).
Mit dem Gemeindeedikt wurde Weides dem 1808 gebildeten Steuerdistrikt Hain und der 1818 gebildeten Ruralgemeinde Hain zugewiesen. Am 1. Januar 1972 wurde Weides im Zuge der Gebietsreform in Bayern in die Gemeinde Küps eingegliedert.

### Ehemaliges Kunstdenkmal
- Haus Nr. 1: Sogenanntes Prinzessinnenhaus. Zweigeschossiger Sandsteinquaderbau der ersten Hälfte des 18. Jahrhunderts, der Ostteil später zu Stall und Scheune umgebaut und mit Scheunenanbauten versehen. Gegen Westen abgewalmtes Satteldach, Ostgiebel verschiefert, ehemals vermutlich Walmdach. Sieben zu vier Achsen, profiliertes Gurtgesims, geohrte und profilierte Rahmungen, über der Haustür Oberlicht. Im Erdgeschoss sowohl im Vorraum als auch im Südwestzimmer ringförmiger Rahmenstuck; über der Stalldecke im Ostteil sind Reste einer dekorierten Decke zu vermuten. Im Obergeschoss im Vorraum und in den beiden Westzimmern ringförmiger Rahmenstuck, weiterer Rahmenstuck im mittleren Raum der Südseite. Außerdem im Nordwestzimmer Deckengemälde: Diana, erste Hälfte des 18. Jahrhunderts.[6]

### Einwohnerentwicklung
| Jahr      | 001818 | 001861 | 001871 | 001885 | 001900 | 001925 | 001950 | 001961 | 001970 | 001987 |
| Einwohner | 50     | 50     | 57     | 48     | 46     | 36     | 55     | 41     | 37     | 34     |
| Häuser    | 9      |        |        | 9      | 7      | 7      | 7      | 7      |        | 9      |
| Quelle    | [ 5 ]  | [ 8 ]  | [ 9 ]  | [ 10 ] | [ 11 ] | [ 12 ] | [ 13 ] | [ 14 ] | [ 15 ] | [ 1 ]  |

## Religion
Der Ort ist seit der Reformation evangelisch-lutherisch geprägt und war ursprünglich nach Zur Heiligen Dreifaltigkeit in Weißenbrunn gepfarrt, seit dem 19. Jahrhundert ist die Pfarrei Heilige Dreifaltigkeit in Hain zuständig.